# Андерсон, Николь
Нико́ль Гейл А́ндерсон (англ. Nicole Gale Anderson; род. 29 августа 1990, Рочестер, Индиана, США) — американская актриса, в прошлом — гимнастка, завершила карьеру из-за травм.

## Биография и карьера
Николь Гэйл Андерсон родилась 29 августа 1990 года в Рочестере (штат Индиана). По матери Николь имеет филиппинское и испанское происхождение, а по отцу — шведское, английское и немецкое.
Свою карьеру Николь начинала, как гимнастка, но позже она была вынуждена завершить карьеру из-за получения множества травм.
С 2005 года снимается на телевидении. В 2013 году она смогла получить одну из главных ролей в сериале «Рейвенсвуд».

## Личная жизнь
В 2018 году вышла замуж за Роберто Паниагуа. В 2020 году у них родилась дочь Шарлотта.

## Фильмография
| Год       |   | Русское название                       | Оригинальное название   | Роль                         |
| --------- | - | -------------------------------------- | ----------------------- | ---------------------------- |
| 2004—2007 | с | Нетакая                                | Unfabulous              |                              |
| 2005—2008 | с | Зоуи 101                               | Zoey 101                | Мария                        |
| 2007      | с | Ханна Монтана                          | Hannah Montana          | Марисса Хьюз                 |
| 2007—2011 | с | АйКарли                                | iCarly                  | Таша                         |
| 2007      | ф | Никто                                  | Nobody                  | Лейла                        |
| 2008      | ф | Принцесса                              | Princess                | Джиттербаг/Принцесса Каллиоп |
| 2008      | ф | Воскресенье! Воскресенье! Воскресенье! | Sunday! Sunday! Sunday! | Дана                         |
| 2009      | ф | Обвинённая                             | Accused at 17           | Бьянка Мадлер                |
| 2009—2011 | с | Братья Джонас                          | Jonas                   | Мэйси Миса                   |
| 2009—2012 | с | Гимнастки                              | Make It or Break It     | Келли Паркер                 |
| 2011      | ф | Дрянные девчонки 2                     | Mean Girls 2            | Хоуп Плоткин                 |
| 2012—2016 | с | Красавица и чудовище                   | Beauty and the Beast    | Хизер Чандлер                |
| 2013      | ф | Красная линия                          | Red line                | Тори                         |
| 2013      | с | Милые обманщицы                        | Pretty Little Liars     | Миранда Коллинз              |
| 2013      | с | Рейвенсвуд                             | Ravenswood              | Миранда Коллинз              |